# Veit Stratmann
Pour les articles homonymes, voir Stratmann.

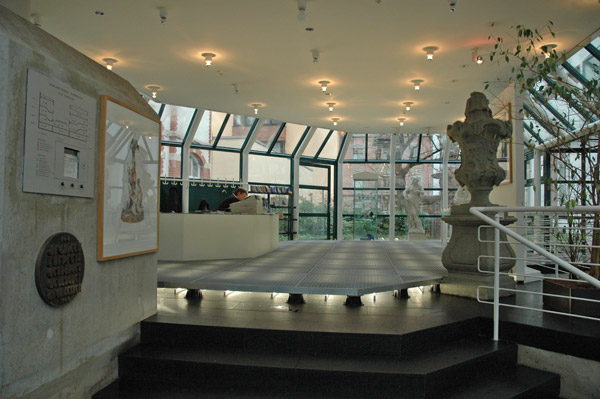
Exposition On-Off, Saarlandmuseum, Sarrebruck, 2006

Veit Stratmann né en 1960 est un plasticien contemporain allemand.

## Années 1990
Le travail de Veit Stratmann se développe depuis le début des années 1990, influencé par les artistes de la néo-avant-garde des années 1970, comme Michael Asher. Il y puise quelques-unes des caractéristiques de son travail : le parti pris résolu d’une intervention sur le lieu plutôt que la production d’un objet d’art au sens traditionnel du terme et le choix délibéré d’une forme de moins-value esthétique.
En 1998, Stratmann, invité par la galerie Roger Tator (Lyon) fait desceller la vitrine donnant sur la rue pour la repousser vers le fond de la galerie, supprimant ainsi l’espace d’exposition et ne laissant subsister de l’ancien intérieur qu’une zone réduite d’accès à une cage d’escalier, tout en libérant, entre la rue et la vitrine, une drôle de zone sans affectation possible, une manière de non-lieu.

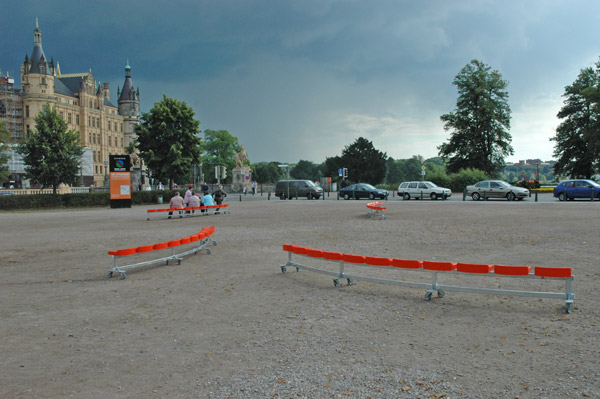
Für den Alten Garten, Schwerin, 2005

Si Stratmann est l’héritier de l’art d’un Asher, il n’en a toutefois pas gardé la fibre rhétorique, ni la volonté pédagogique. En témoignent exemplairement tous les appareils que l’artiste a conçus pour offrir au spectateur un point de vue sur ce qui, à défaut, de n’être rien, n’est du moins pas grand-chose. Que l’on songe aux Anneaux (1999), grappes mobiles de sièges en plastique, qui proposent au public une station assise aux multiples orientations possibles que ce dernier ne tardera pas à juger un peu sotte. Que l’on pense à ces insolites éléments de mobilier urbain, temporairement visibles, depuis 1996, à Berlin, Reno, Porto, Noisy-le-Sec ou Pancevo, qui offrent au spectateur l’arrondi d’une barre sur laquelle s’appuyer un moment pour observer ce qui ne mérite pas vraiment de l’être. En intérieur, la manœuvre est probablement encore plus cruelle pour l’utilisateur de tels meubles. Perché, dans le coin d’une pièce, sur l’Angle (1999), petite plate-forme en caillebotis distante du sol comme l’est une marche d’escalier, celui-ci éprouve rapidement l’inconfort psychologique de sa situation. Pourquoi diable est-il monté là-dessus ?

## Années 2000
Désobligeant à l’endroit des lieux, qu’il va jusqu’à fermer, et des personnes, qu’il peut conduire à la gêne, Stratmann l’est également, à l’occasion, envers les objets d’art. En 2001, au Musée des Moulages de Lyon, qui abrite une collection de copies en plâtre de sculptures allant de l’Antiquité jusqu’au XIXe siècle, il avait tendu en hauteur un réseau de câbles desquels tombaient des rideaux de plastique transparent qui, de la plus arbitraire des façons, divisaient l’espace en cellules carrées, entravant ainsi la déambulation du public et suscitant des groupements de pièces sans égards pour l’histoire de l’art et les règles de la muséographie. Une installation, superbe de jouer à plein des reflets du plastique et des ondulations des lés, dont la saveur première tenait cependant à sa parfaite absence de sens.
À un virage d’une route de la périphérie de Rio de Janeiro, Veit Stratmann, en 2003, tendait une banderole donnant à lire, en lettres rouges sur calicot blanc, une inscription qui a presque des allures d’art poétique. S’y décrit, en à peine deux mots, l’effet que semblable art souhaite finalement provoquer : e aì ?
Il réside à l’Atelier Calder à Saché de juillet à décembre 2004,.

### Collection publique
En 2001 et 2003, Veit Stratmann est acquis par le Fonds municipal d'art contemporain de la Ville de Paris.

## Expositions choisies
Depuis 1986, Stratmann a participé à de nombreuses expositions personnelles dont:
- 2021: LUMIAR CITÉ, Lumiar Cité, Lisbonne, Portugal
- 2019 MODULE-ESSEN, Museum Folkwang, Essen, Allemagne
- 2008: Veit Stratmann, Centre d'art et de Diffusion Clark, Montréal, Canada
- 2008: Fuson-confusion, Museum Folkwang, Essen, Allemagne
- 2007: "A porto" museu Serralves, Porto, Portuga
- 2006: La Force de l'art, Le Grand Palais, [Paris], France
- 2005: Für den Alten Garten, Staatliches Museum, Schwerin, Allemagne.
- 2004: A angles vifs, CAPC-Musée d'Art contemporain de Bordeaux, Bordeaux, France
- 2004: École des Beaux-Arts de Mulhouse, France.
- 2002: Das Element für die Strasse, neues Model, Badischer Kunstverein, Karlsruhe, Allemagne.
- 2001: Squaters, Museu Serralves, Porto, Portugal, et Witte de With, Anvers, Belgique
- 2001: Veit Stratmann Musée des Moulages, Université Lumière, Lyon, France.
- 1997: The element for the city The Nevada state Museum of Arts, Reno, Nevada, USA.

## Articles dans la presse spécialisée
- "Expositions/Reviews", in Art Press n°310/mars 2005
- Michel Gauthier, "Les Intransitifs (sur quelques pièces de Veit Stratmann)" in Art Présence n° 40 - octobre - novembre - décembre 2001